# 342764 Alantitus
342764 Alantitus è un asteroide della fascia principale. Scoperto nel 2008, presenta un'orbita caratterizzata da un semiasse maggiore pari a 2,645335 UA e da un'eccentricità di 0,160474, inclinata di 7,130413° rispetto all'eclittica.
Alan Titus è un paleontologo americano specializzato in ammoniti. Ha avuto un ruolo determinante nel ritrovamento e nella descrizione di nuove specie di dinosauri del subcontinente di Laramidia, risalente al Cretaceo superiore.